# Der Minderheiten-Bericht
Der Minderheiten-Bericht (engl. Originaltitel The Minority Report) ist eine Kurzgeschichte des US-amerikanischen Science-Fiction-Autors Philip K. Dick. Sie erschien zunächst in der Zeitschrift Fantastic Universe im Jahr 1956. Minority Report zählt zu den Klassikern von Dick und diente als Vorlage für den gleichnamigen Film Minority Report aus dem Jahr 2002 mit Tom Cruise als Hauptdarsteller und Steven Spielberg als Regisseur. 
Der Titel verwendet den Begriff „Minderheiten-Bericht“ im Sinne einer von der Mehrheit abweichenden Meinung, ähnlich wie bei einem Minderheitenvotum.

## Inhalt
Die Geschichte spielt in der Zukunft nach einem globalen Krieg. John Anderton ist der erfolgreiche Chef von Prä-Verbrechen, einer speziellen staatlichen Polizeiorganisation. Mithilfe dreier mutierter Menschen, der sogenannten Präkogs, sieht er Prä-Verbrechen (zukünftige Verbrechen) voraus und inhaftiert die „Täter“ noch vor der Tatausübung. Infolgedessen liegt der letzte tatsächlich begangene Mord zum Handlungszeitpunkt bereits fünf Jahre zurück. Insgesamt ist das System Prä-Verbrechen schon 30 Jahre in Betrieb. Anderton bekommt den jüngeren Ed Witwer als Assistent zur Seite gestellt, der ihn später einmal auf dem Chefposten beerben soll. Anderton ist misstrauisch und auch eifersüchtig, da Ed sich allzu schnell mit Andertons Frau Lisa anfreundet. Als Ed sich vorstellt und Anderton ihm Prä-Verbrechen erklärt, spuckt das System gerade die Dateikarten der nächsten zukünftigen Morde aus. Auf einer steht Andertons Name: Er wird in Kürze Leopold Kaplan umbringen, einen Mann, den er gar nicht kennt. Schnell lässt er die Karte in seiner Tasche verschwinden.
Anderton denkt zunächst, dass die Karte manipuliert ist und Witwer gegen ihn intrigiert. Der eigentliche Strippenzieher im Verborgenen ist aber Kaplan. Er gehört einer Vereinigung von Armeeveteranen an, die Prä-Verbrechen beseitigen, damit die Polizei diskreditieren und die zentrale Rolle der Armee im Staat wiederherstellen wollen. Kaplan kommt es darauf an, dass Prä-Verbrechen den Mord zwar vorhersagt, er aber unversehrt und Anderton frei bleibt. Prä-Verbrechen wäre damit fehlerhaft und viele „Täter“ vermutlich unschuldig inhaftiert.
Anderton erkennt, dass es neben dem Mehrheitsbericht von zwei Präkogs, die einen Mord voraussehen, auch einen titelgebenden Minderheiten-Bericht geben könnte – dass also einer der drei Präkogs eine abweichende Zukunftsvision hat, in der der Mord nicht geschieht. Er schleicht sich daher, obwohl er bereits auf der Fahndungsliste steht, in die Polizeizentrale ein und besorgt sich die Originaldaten aller drei Präkogs. Er erkennt daraus, dass es sogar drei Minderheiten-Berichte gibt: Jeder Präkog sieht ein Stück weit eine andere Zukunft. Der erste Präkog Donna sah einen bestimmten Zukunftsverlauf ('Mord'). Der zweite Präkog Jerry kam mit diesem Wissen zu einem anderen Zukunftsverlauf ('kein Mord'). Der dritte Präkog Mike kam mit dem Wissen der beiden anderen Vorhersagen zu einem dritten Zukunftsverlauf ('Mord').
Während die Polizei Anderton nun auf Basis des Mehrheitsberichts ('Mord') fieberhaft sucht, verfügt Kaplan über den Minderheiten-Bericht von Jerry ('kein Mord') und lädt Anderton bei einer Großdemonstration zu sich aufs Podium ein. Dort will er siegessicher die Fehlbarkeit von Prä-Verbrechen demonstrieren. Beim Überfliegen der Berichte erkennt er, dass Anderton ihn jetzt töten wird. Nach der Tat stellt sich Anderton der Polizei.
Anderton geht mit seiner Frau Lisa ins Exil in ein anderes Sternensystem. Ed Witwer folgt Anderton als Chef von Prä-Verbrechen. Die Reputation von Prä-Verbrechen ist wieder hergestellt. Nur in einem Fall kann es zu Komplikationen kommen: Wenn Prä-Verbrechen-Führungskräfte selbst von den Vorhersagen betroffen sind und ihre Zukunft auf Basis dieses Wissen beeinflussen können. Auch Witwer als neuer Prä-Verbrechen-Chef könnte bald diese Erfahrung machen, meint Anderton kurz vor der Abreise.

## Weiteres
Prä-VerbrechenPrä-Verbrechen (im Original Precrime) ist ein Strafverfolgungssystem, das zukünftige Straftaten von Diebstahl bis Mord vor der Tat erkennt und die zukünftigen Täter aus dem Verkehr zieht. Diese kommen in ein Internierungslager. Straftaten werden so unterbunden. Der Blick in die Zukunft gelingt mit sogenannten Präkogs. Das sind mutierte Menschen mit einer Gabe, ein bis zwei Wochen in die Zukunft zu schauen. Zum Zeitpunkt der Handlung ist Prä-Verbrechen schon 30 Jahre erfolgreich im Einsatz. Der letzte Mord liegt fünf Jahre zurück. Computer zeichnen die zusammenhanglosen Aussagen der Präkogs auf und berechnen daraus die Vorhersagen.
PräkogsPräkogs sind mutierte Menschen, bei denen in früher Kindheit die Fähigkeit zu Präkognition entdeckt wurde. In Trainingslagern wird diese Fähigkeit kultiviert, wobei menschliche Züge und Persönlichkeit verloren gehen. Die Präkogs sitzen bei Prä-Verbrechen in speziellen Stühlen und sind verdrahtet.
Minderheiten-BerichtDie Berichte der drei Präkogs wertet ein Computer aus. Normalerweise sollten die drei übereinstimmen. Wenn nicht, gleicht der Computer die Berichte ab und erstellt einen Mehrheitsbericht (wenn etwa zwei Präkogs übereinstimmen) und einen Minderheiten-Bericht (der von den beiden anderen abweicht). In der Kurzgeschichte findet Anderton heraus, dass auch alle drei Zukunftsvisionen deutlich voneinander abweichen können.
GesellschaftDie Gesellschaft in der Kurzgeschichte wird von zwei Machtzentren dominiert. Der Staat unterhält das System Prä-Verbrechen, dessen Aktionen allerdings von einer Armeebehörde kontrolliert werden. Da nach dem letzten Krieg offenbar keine kriegerischen Aktivitäten mehr zu erwarten sind, sinkt allerdings das Ansehen des Militärs. Der General und Kriegsveteran Leopold Kaplan will dieses aber wiederherstellen. Die Landschaft zwischen den Städten wird als zerstört und von Kratern überzogen beschrieben.

## Unterschiede zum Film
- In der Kurzgeschichte heißen die Präkogs Donna, Jerry und Mike, im Film Agatha, Dashiell und Arthur.
- In der Kurzgeschichte haben die drei Präkogs jeder eine andere Vision der Zukunft, im Film ist die Vision von Dashiell und Arthur identisch, während die von Agatha abweicht.
- In der Kurzgeschichte hat Anderton Prä-Verbrechen entwickelt und gegründet, im Film ist er in die Organisation nach dem Kidnapping seines Sohns eingetreten.
- In der Kurzgeschichte gehen Anderton und seine Frau Lisa ins Exil in eine Kolonie eines fernen Sternensystems, im Film erwarten er und Lara ihr zweites Kind.
- In der Kurzgeschichte ist Andertons Gegenspieler General Leopold Kaplan, im Film sind dies zwei Personen, Leo Crow als Opfer und sein Vorgesetzter Lamar Burgess als Gegenspieler.
- In der Kurzgeschichte läuft das System Prä-Verbrechen unter der Leitung von Ed Witwer weiter, im Film wird es aufgelöst.